# Bildstock (Bad Bocklet, Nähe Kurhausstraße)

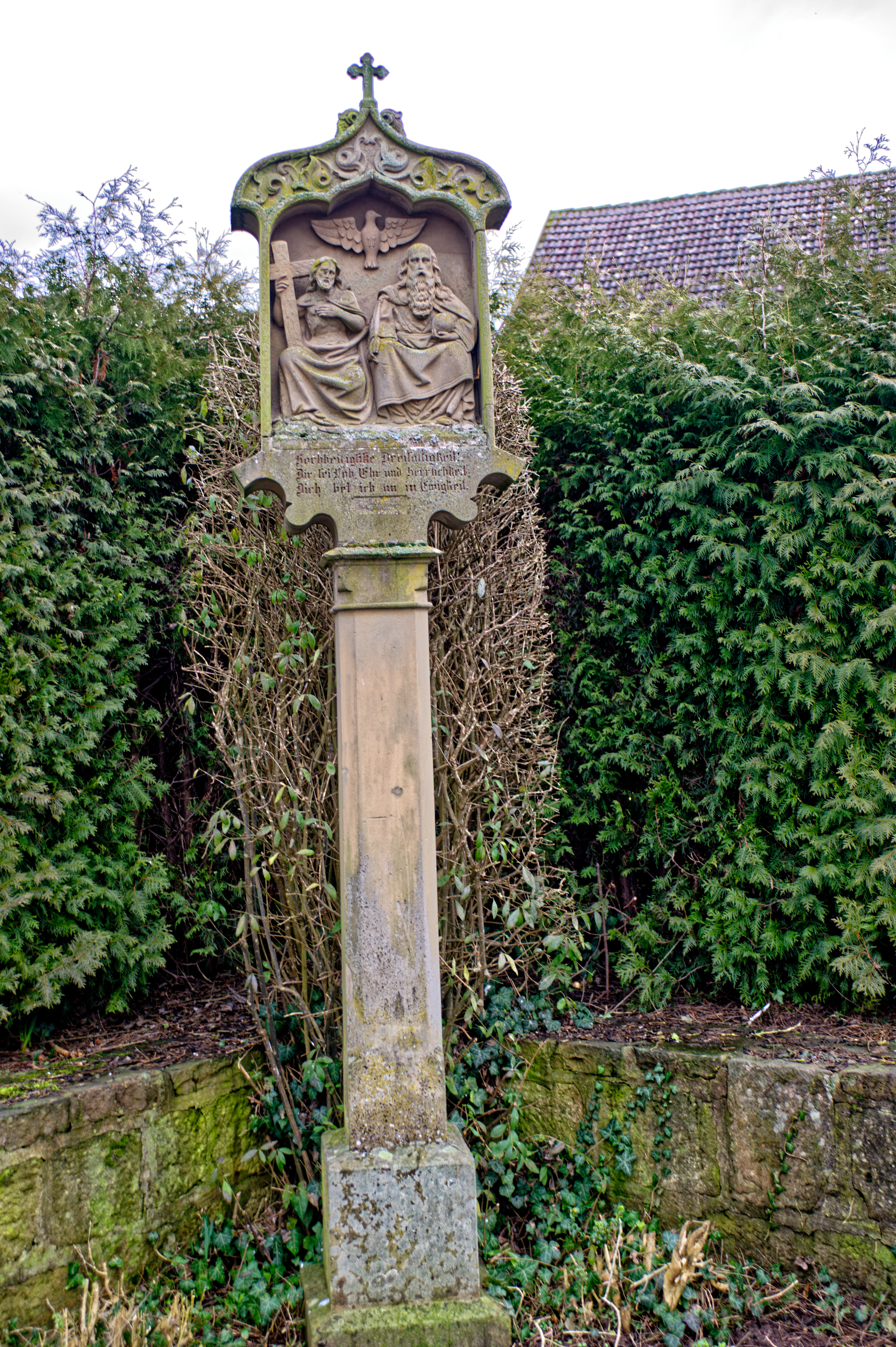
Bildstock, Bad Bocklet, Nähe Kurhausstraße

Das Wegkreuz Nähe Kurhausstraße ist ein Flurdenkmal im Markt Bad Bocklet im unterfränkischen Landkreis Bad Kissingen und befindet sich in der Nähe der Kurhausstraße. Der Bildstock gehört zu den Baudenkmälern von Bad Bocklet und ist unter der Nummer D-6-72-112-6 in der Bayerischen Denkmalliste registriert.

## Beschreibung
Der Bildstock besteht aus Sandstein und entstand im Jahr 1894.
Der 146 cm hohe Schaft besteht aus einem profilierten Kapitell und abgeschrägten Kanten. Der Aufsatz ist 110 cm hoch und schließt mit einem verzierten Kielbogenfeld ab. Die Bildnische stellt nahezu vollplastisch die Heilige Dreifaltigkeit dar: Gottvater mit Zepter und Weltkugel, Gottsohn mit dem Kreuz und der Heilige Geist in Gestalt einer Taube. Darunter befindet sich die Inschrift:

„Hochheiligste Dreifaltigkeit!

Dir sei Lob, Ehr und Herrlichkeit;

Dich bet ich an in Ewigkeit“

Auf der Rückseite des Aufsatzes befindet sich folgende Stiftungsinschrift:

„Gestiftet

von

Georg Meder

und dessen Ehefrau

Eva Meder

1894“

Der Bildstock wurde im Lauf der Zeit schon mehrfach versetzt.